# Apogon neotes
Apogon neotes е вид лъчеперка от семейство Apogonidae. Видът е незастрашен от изчезване.

## Разпространение и местообитание
Разпространен е в Индонезия, Палау, Папуа Нова Гвинея, Тонга и Филипини.
Среща се на дълбочина от 3 до 25 m, при температура на водата от 26,6 до 29,3 °C и соленост 34,2 – 35,4 ‰.

## Описание
На дължина достигат до 2,7 cm.